# Sgùrr a' Mhadaidh
Sgùrr a' Mhadaidh är ett berg i Storbritannien.   Det ligger i kommunen Highland och riksdelen Skottland, i den nordvästra delen av landet, 700 km nordväst om huvudstaden London. Toppen på Sgùrr a' Mhadaidh är 918 meter över havet, eller 64 meter över den omgivande terrängen. Bredden vid basen är 0,11 km. Sgùrr a' Mhadaidh ligger på ön Skye. Det ingår i Cuillin Hills.
Terrängen runt Sgùrr a' Mhadaidh är huvudsakligen kuperad.